# Trofeo Laigueglia 1971
Il Trofeo Laigueglia 1971, ottava edizione della corsa, si svolse il 21 febbraio 1971, su un percorso di 168 km. La vittoria fu appannaggio dell'italiano Italo Zilioli, che completò il percorso in 4h05'30", precedendo i connazionali Mauro Simonetti e Wladimiro Panizza. 
I corridori che presero il via da Laigueglia furono 125, mentre coloro che portarono a termine il percorso sul medesimo traguardo furono 82.

## Ordine d'arrivo (Top 10)
| Pos. | Corridore              | Squadra              | Tempo    |
| ---- | ---------------------- | -------------------- | -------- |
| 1    | Italo Zilioli          | Ferretti             | 4h05'30" |
| 2    | Mauro Simonetti        | Ferretti             | a 1'39"  |
| 3    | Wladimiro Panizza      | Cosatto-Marsicano    | a 1'40"  |
| 4    | Eddy Merckx            | Molteni-Arcore       | a 1'51"  |
| 5    | Tomas Pettersson       | Ferretti             | s.t.     |
| 6    | Gianni Motta           | Salvarani            | s.t.     |
| 7    | Gösta Pettersson       | Ferretti             | s.t.     |
| 8    | Enrico Maggioni        | Cosatto-Marsicano    | s.t.     |
| 9    | Aldo Moser             | G.B.C.-Itla-TV Color | s.t.     |
| 10   | Albert Van Vlierberghe | Ferretti             | a 2'04"  |